# Минборин
Минборин (+986) — настоятель монастыря св. Мартина в Кёльне, память 18 июня.
Св. Минборин (Minnborinus, Minborinus Scottus) возглавлял группу ирландских миссионеров. Архиепископ Эбергерий (Ebergerius) поселил их в монастыре св. Мартина, настоятелем которого св. Минборин был с 974 по 986 г. Так как монастырь был объявлен ирландской обителью, многие церкви в округе были освящены в честь ирландских святых. Так в честь св. Бригитты было освящено пять храмов и семь часовен.